# Nairn

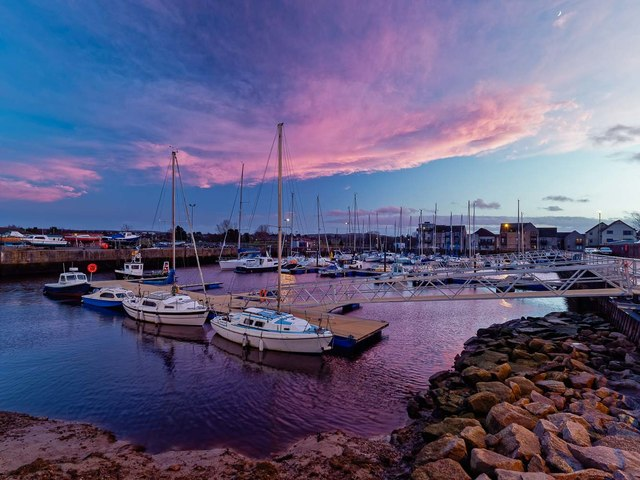
Puerto de Nairn

Nairn es una localidad situada en Highland, Escocia (Reino Unido). Según el censo de 2022, tiene una población de 9582 habitantes.
Está ubicada al norte de Escocia, cerca de la ciudad de Inverness, de la costa del mar del Norte y del canal de Caledonia.